# Gottfried von Drachenfels
Gottfried von Drachenfels (* vor 1258; † nach 1273) war ein Burggraf auf Burg Drachenfels im Siebengebirge, die dem Erzbistum Köln gehörte. Gottfried war der Sohn des Heinrich (I.) von Drachenfels († nach 1225). Der Großvater Gottfried (I.) von Drachenfels († nach 1176) gilt als Begründer des rheinischen Adelsgeschlechts von Drachenfels.

## Erwähnungen

### Zehnt
Erst 33 Jahre nach der einmaligen urkundlichen Erwähnung seines Vaters Heinrich (I.) von Drachenfels tauchte sein Sohn und Nachfolger Gottfried (II.) von Drachenfels in einer Urkunde vom 3. Februar 1258 auf. Darin verzichtete Gottfried abschließend auf den Zehnten von Mehlem, das auf der anderen Rheinseite direkt gegenüber dem Drachenfels liegt. Der Zehnt in Mehlem stand rechtmäßig der Kirche St. Martin in Lüttich zu.
Bereits 1225 hatte der Kölner Erzbischof Engelbert von Berg in einem Schiedsspruch bezüglich des Zehnts in Mehlem zu Ungunsten von Gottfrieds Vater Heinrich und zu Gunsten der Kirche St. Martin entschieden; aber offensichtlich hatte der Rechtsstreit weiter geschwelt.

### Wegerecht
Am 26. August 1267 verkaufte Gottfried von Drachenfels dem Kölner Domkapitel einen Weg vom Domsteinbruch am Drachenfels-Berg bis zum Rhein, damit die Bausteine für den Kölner Dom besser abtransportiert werden konnten. Am 31. Januar 1273 wurden die Einzelheiten für den Domsteinbruch noch einmal vertraglich geregelt.
1280 tauchte Gottfrieds Sohn Heinrich (II.) von Drachenfels zum ersten Mal in den Urkunden als Nachfolger im Burggrafenamt auf.